# Friedrich Rühs
Friedrich Rühs (Greifswald, 1º marzo 1781 – Firenze, 1º febbraio 1820) è stato uno storico tedesco.

## Biografia
Friedrich Rühs è cresciuto a Greifswald, che a quel tempo apparteneva alla Pomerania svedese. Venne da una vecchia famiglia di mercanti di Greifswald, suo padre Joachim Rühs († 1811) era un commerciante e consigliere a Greifswald.
Rühs iniziò i suoi studi nel 1797 all'Università di Greifswald, dove ebbe come insegnanti di storia Johann Georg Peter Möller e Thomas Thorild. Nel 1800 si trasferì all'Università Georg August di Göttingen, dove ricevette il dottorato sotto August Ludwig von Schlözer. Scrisse allora un primo scritto sulla Scandinavia.
Nel 1810 Ruhs è stato nominato alla cattedra di storia dell'Università Friedrich-Wilhelm di Berlino.
Ha insegnato per la prima volta all'Università di Greifswald nella Pomerania svedese, dal 1810 all'università Friedrich Wilhelm di Berlino. Studiò la storia scandinava e germanica. Nel periodo della guerra di liberazione emerse come nazionalista.

## Opere
- Geschichte Schwedens, 5 Bände, Halle 1803–1814 (schwed. Übersetzung: 1823-25)
- Finnland und seine Bewohner, Greifswald 1809
- Entwurf einer Propädeutik des historischen Studiums [1811], Neuauflage (Band 7 der Reihe Wissen und Kritik) hg. und eingeleitet v. Dirk Fleischer u. Hans Schleier, Waltrop 1997.
- Über den Ursprung der Isländischen Poesie, Berlin 1813
- Historische Entwickelung des Einflusses Frankreichs und der Franzosen auf Deutschland und die Deutschen, Berlin 1815
- Über die Ansprüche der Juden auf das deutsche Bürgerrecht, Berlin 1815
- Das Verhältnis Holsteins und Schleswigs zu Deutschland und Dänemark, Berlin 1817
- Handbuch der Geschichte des Mittelalters (Neue verbesserte Auflage: Arnold, Stuttgart 1840)

### Editore
- Carl Gustaf af Leopold (Autor): Schwedens neueste Verhältnisse, Greifswald 1804
- Carl Gustaf af Leopold (Autor): Vermischte prosaische Schriften, Rostock/Leipzig 1805
- Gustav III. (Autor): Werke in drei Bänden, Berlin 1805–1808
- Edda, nebst einer Einleitung über die nordische Poesie und Mythologie, Berlin 1812